# Базож ан Паје
Базож ан Паје (фр. Bazoges-en-Paillers) насеље је и општина у западној Француској у региону Лоара, у департману Вандеја која припада префектури Ла Рош сир Јон.
По подацима из 2011. године у општини је живело 1.151 становника, а густина насељености је износила 100,52 становника/km². Општина се простире на површини од 11,45 km². Налази се на средњој надморској висини од 80 метара (максималној 107 m, а минималној 53 m).

## Демографија
| 1962. | 1968. | 1975. | 1982. | 1990. | 1999. | 2011. |
| ----- | ----- | ----- | ----- | ----- | ----- | ----- |
| 771   | 772   | 760   | 793   | 826   | 844   | 1.151 |

График промене броја становника у току последњих година